# Polypedilum daitoneoum
Polypedilum daitoneoum är en tvåvingeart som beskrevs av Sasa och Suzuki 2001. Polypedilum daitoneoum ingår i släktet Polypedilum och familjen fjädermyggor. Inga underarter finns listade i Catalogue of Life.